# Якубица
Вижте пояснителната страница за други значения на Мокра.
Якубица (на македонска литературна норма: Јакупица) или Мокра планина или Мокренска планина е планина в централната част на Северна Македония западно от град Велес и на юг от Скопие. 

## Географска характеристика
От север я окръжава Скопската котловина, от юг е Пелагонийското поле, от запад е областта Поречие, а на изток долината на река Вардар. На изток достига до долината на река Пчиня. Мокра е съвкупност от няколко планини: Якубица, Сува планина, Караджица, Китка, Голешница и Даутица. Най-висок връх е Солунска глава или Мокров (2540 m надморска височина). В по-широк обхват Якубица обхваща целия планински масив между реките Треска (Голема), Вардар и Бабуна. Други по-високи върхове са: Караджица (2473 m), Попово бърдо (2380 m), Остро бърдо (2365 m), Убава (2353 m), Остри връх (2275 m), Даутица (2178 m) и Шилигарник (1830 m).
Планината се пресича от бързи и стръмни планински потоци. Като цяло Якубица е лесно достъпна от към столицата Скопие както и от Велес. В планината могат да бъдат намерени циркуси, валози и морени, следи от ледниковата епоха. Има и две ледникови езера – Салаковските, в циркус в североизточно подножие на връх Убава. Иглолистните гори обхващат главно източната и северната страна на масива. В западната част преобладават широколистните и главно букови гори. Пасища и тревни площи покриват най-високите части на Якубица. От края на май до края на октомври скотовъдци от Повардието пасат стадата (главно овце) си по пасищата на планината. В Якубица има отлични условия за развитие на планинския и ловен туризъм.

## Други
На Якубица е наречена улица в квартал „Лозенец“ в София (Карта).